# Kameoka, Kyōto
Kameoka (亀岡市 Kameoka-shi) là một thành phố thuộc phủ Kyōto, Nhật Bản.